# Констант (консул 414 г.)
Вижте пояснителната страница за други личности с името Констант.
Флавий Констант (на латински: Flavius Constans) е политик и генерал на Източната Римска империя през 5 век.
Констант e magister militum per Thracias (на Тракия) през 412 г. През 414 г. Флавий Констант е консул заедно със западноримски император Констанций III.